# Tipula (Emodotipula) naviculifer
Tipula (Emodotipula) naviculifer is een tweevleugelige uit de familie langpootmuggen (Tipulidae). De soort komt voor in het Palearctisch gebied.